# لقيط بن عباد السامي
الصحابي لَقِيط بن عَبَّاد بن نجيد بن بكر بن عمرو بن سواءَة بن سعد بن عبيدة بن الحارث بن سامة بن لؤي. صحابي جليل.

## وفادته علىالنبي
قيل انه وفد على الرسول صلى الله عليه وسلم في عام الوفود وذكر أَبو فراس السَّامي أَنه وفد على النبي صَلَّى الله عليه وسلم فقال له:
«أَنت مني، وأنا منك».